# Mai Kyokawa
Mai Kyokawa (京川 舞, Kyokawa Mai), née le 28 décembre 1993, est une joueuse internationale de football japonaise.

## Biographie
Le 29 février 2012, elle fait ses débuts avec l'équipe nationale japonaise lors de l'Algarve Cup, contre l'équipe de Norvège. Elle compte 5 sélections en équipe nationale du Japon de 2012 à 2015.

## Statistiques
Le tableau ci-dessous présente les statistiques de Mai Kyokawa en équipe nationale
| Équipe du Japon | Équipe du Japon | Équipe du Japon |
| Année           | Matchs          | Buts            |
| --------------- | --------------- | --------------- |
| 2012            | 2               | 0               |
| 2013            | 0               | 0               |
| 2014            | 0               | 0               |
| 2015            | 3               | 0               |
| Total           | 5               | 0               |

## Palmarès
- Finaliste de la Coupe du monde des moins de 17 ans 2010